# Mây vảy rồng

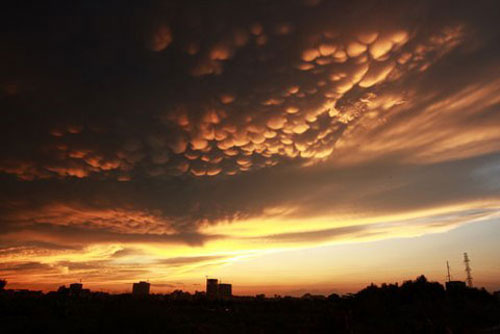
Mây vảy rồng xuất hiện ở Hà Nội.

Mây vảy rồng Mammatus (tiếng Anh: Mammatus cloud), là dạng hình thù mây trông giống như nhiều cái túi nhỏ sát nhau, hay các "vảy" treo dưới phần chân của một đám mây, thường là đám mây giông vũ tích, dù đôi khi chúng có thể được gắn vào các loại mây mẹ khác. Theo Atlas đám mây quốc tế WMO, mamma là một tính từ bổ sung cho đám mây thay vì là một chi, loài hoặc nhiều đám mây. Chúng được hình thành bởi không khí lạnh chìm xuống để tạo thành các hình túi, trái ngược với những đám mây mọc lên do sự đối lưu của không khí ấm áp. Những hình thù này lần đầu tiên được mô tả vào năm 1894 bởi William Clement Ley.

## Đặc điểm
Mây vảy rồng thường được kết hợp với những đám mây vũ tích hình đe và giông bão nặng. Chúng thường mọc ra từ phần chân của một đám mây vũ tích, nhưng cũng có thể được tìm thấy dưới các đám mây trung tích, đám mây trung tầng, mây tầng tích, và mây ti, cũng như những đám mây tạo ra từ tro núi lửa. Khi xảy ra ở dạng mây vũ tích, mây vảy rồng thường biểu hiện một cơn bão đặc biệt mạnh hoặc thậm chí có thể là một cơn bão lốc xoáy (ở Hoa Kỳ). Do môi trường mà chúng hình thành có gió đứt mạnh mẽ, trong trạng thái mây vảy rồng, các phi công được cảnh báo để tránh mây vũ tích kết hợp với mammatus do sự nhiễu động khí nguy hiểm gây ra bởi chúng. Các vệt ngưng tụ cũng có thể tạo ra hình vảy nhưng chúng không được gọi là mây vảy rồng.
Mây mammatus có thể xuất hiện với hình dạng mịn màng, rách rưới hoặc xù bông, và có thể mờ đục hoặc là trong mờ. Bởi vì mammatus xảy ra như một nhóm các vảy bong bóng, cách chúng tụ lại với nhau có thể có nhiều kiểu, chúng có thể là nhiều cụm cô lập cục bộ hay liên kết thành một cánh đồng vảy trải dài hàng trăm cây số. Các đường kính trung bình của một vảy là 1 đến 3 km và chiều dài trung bình là 0,5 km. Một vảy đơn có thể tồn tại trung bình trong 10 phút, nhưng toàn bộ một cụm mây vảy rồng có thể xuất hiện trong khoảng dao động từ 15 phút đến vài giờ. Chúng thường được cấu thành từ băng, nhưng cũng có thể là một hỗn hợp của băng và nước lỏng hoặc có thể gồm hầu hết là nước.
Đúng với vẻ nhìn đáng quan ngại của chúng, những đám mây mammatus thường là những báo hiệu của một cơn bão sắp tới hoặc các hệ thống thời tiết khắc nghiệt khác. Trong khi nó thường được cho điềm báo trước thời tiết xấu, mây vảy rồng chỉ đơn thuần là sứ giả - nó có thể xuất hiện trong, trước hay thậm chí là sau khi kết thúc một cảnh thời tiết khắc nghiệt.

## Thư viện

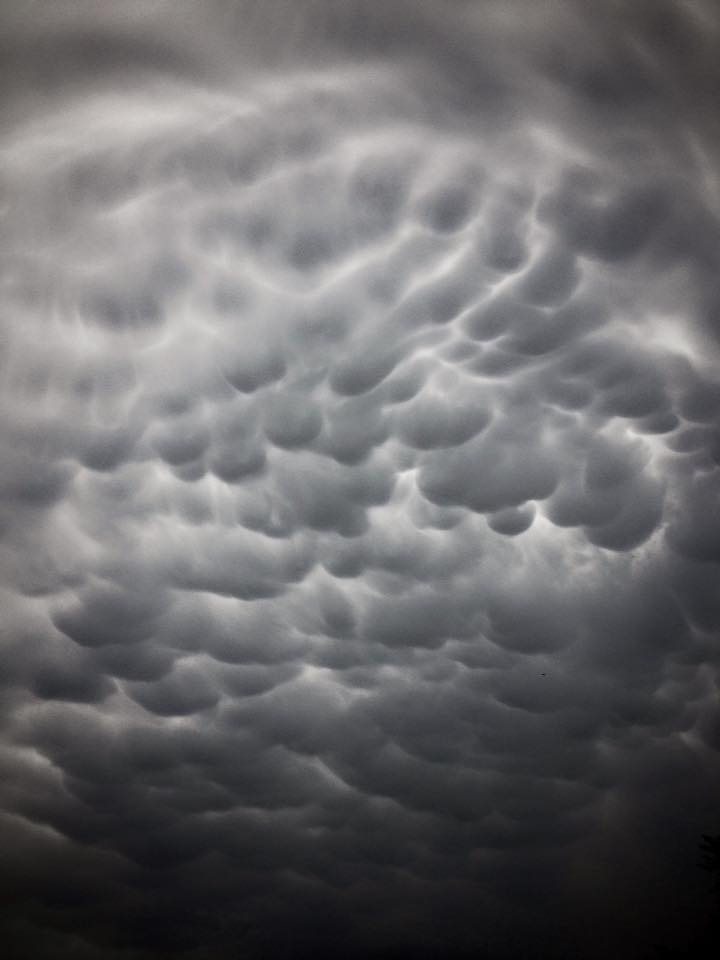
Đám mây Mammatus xuất hiện tại Croatia.
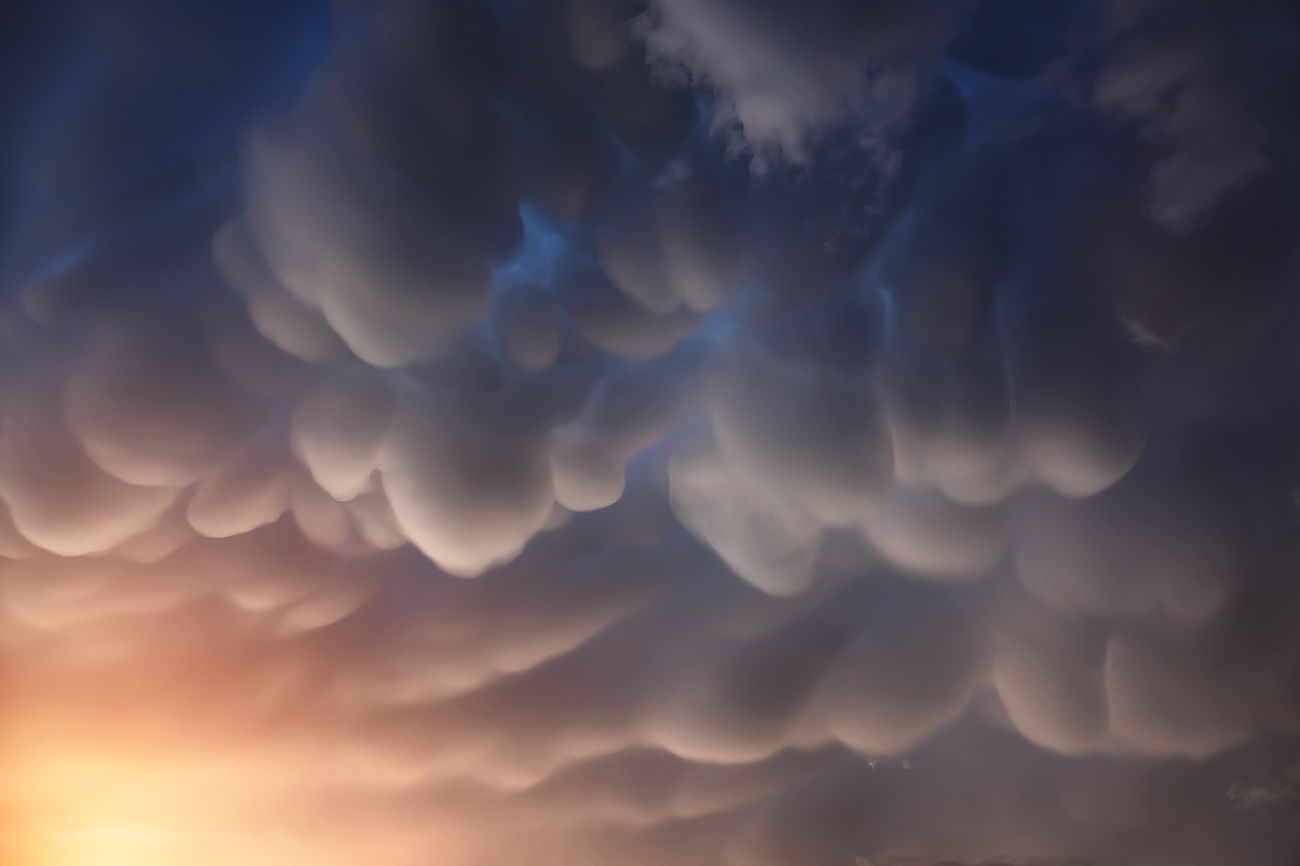
Mây Mammatus bên trong Nepal dãy Himalaya
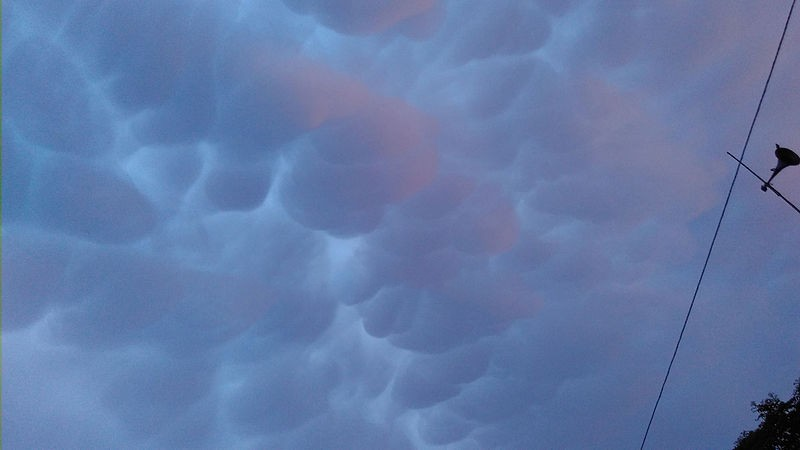
Đám mây Mamatus ở Imphal vào ngày 14 tháng 4 năm 2016, kéo dài khoảng 15 phút
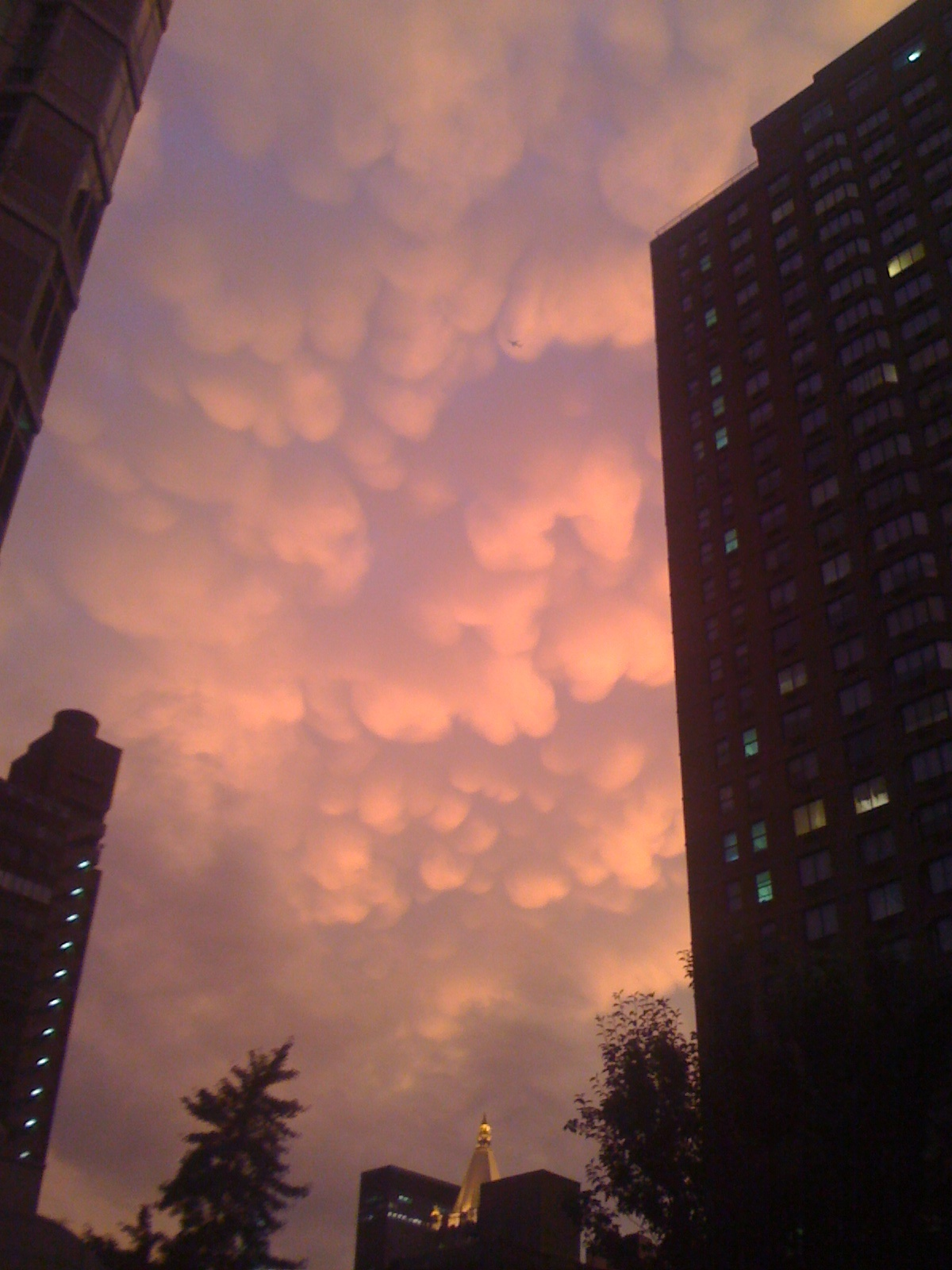
Mây Mammatus trên thành phố New York, 2009
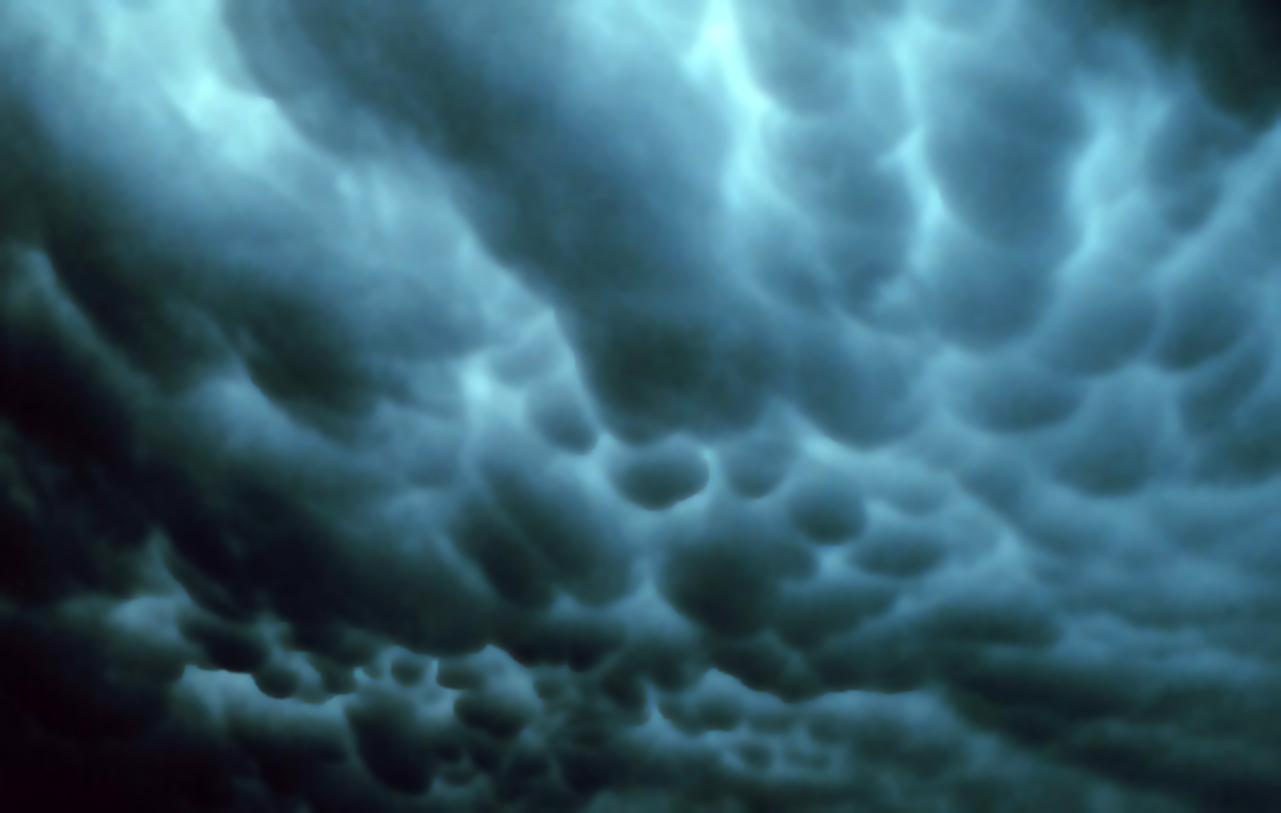
Những đám mây Mammatus ở Tulsa, Oklahoma, 1973
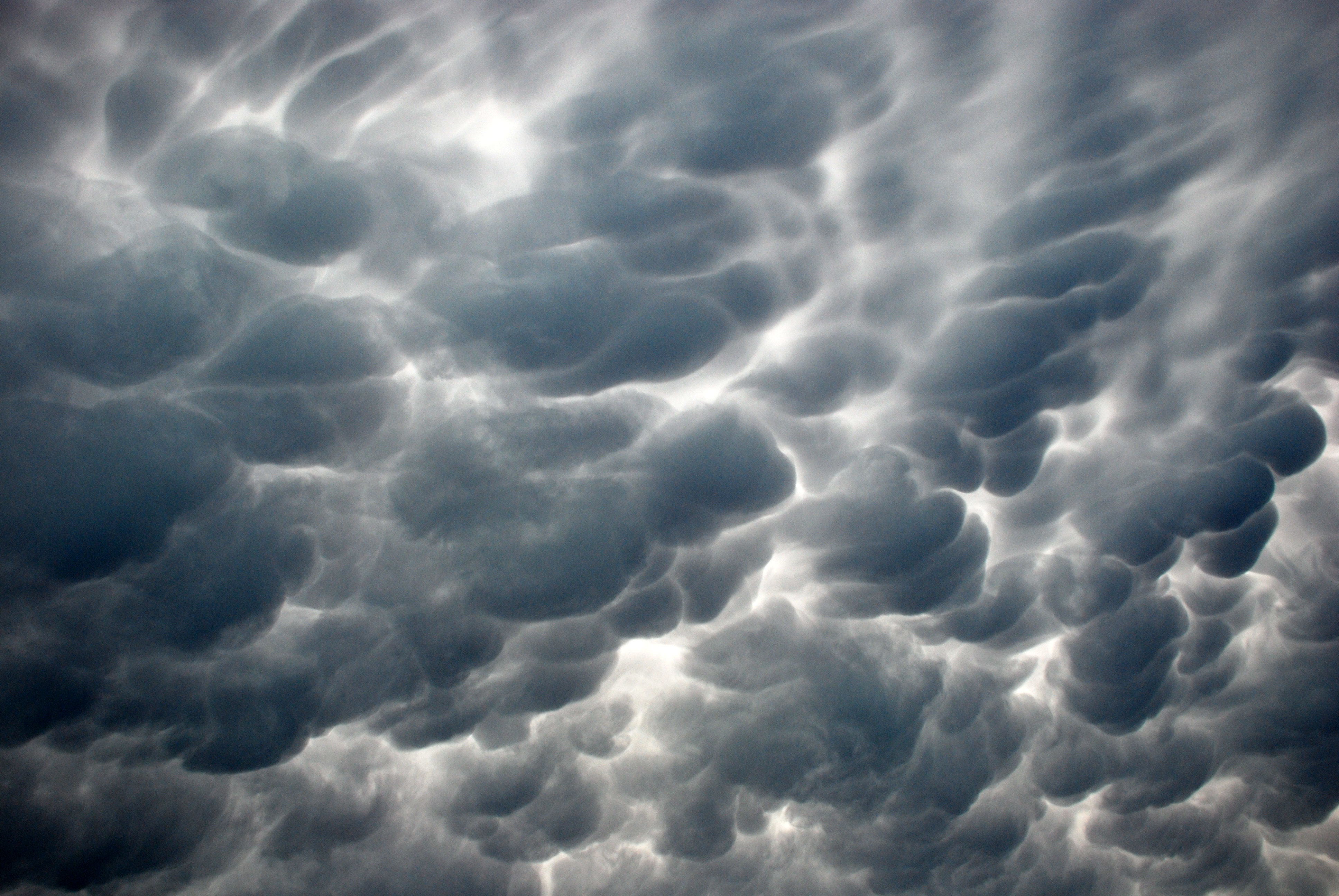
Mây Mammatus được nhìn thấy trên thành phố San Antonio, bang Texas, 2009
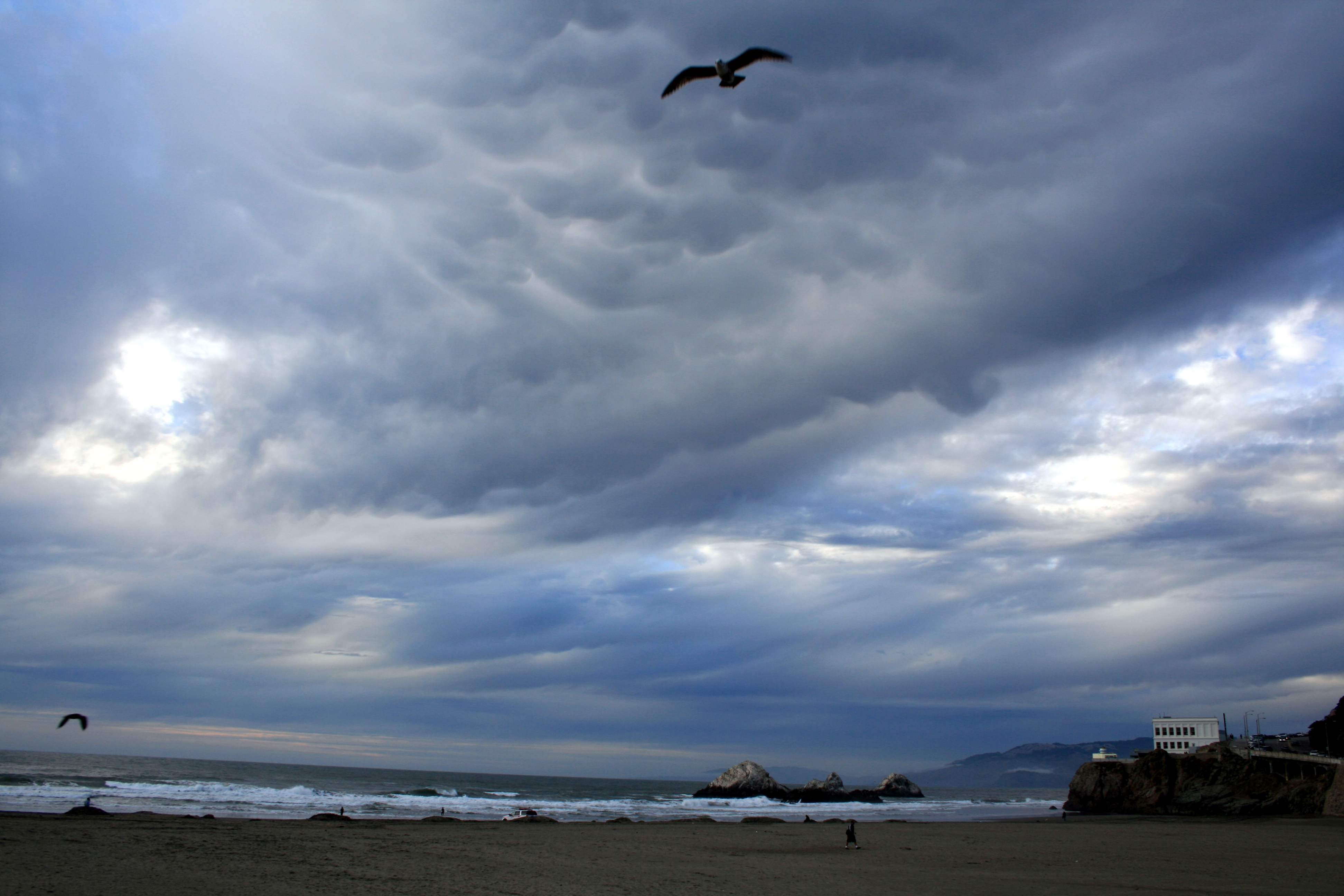
Mây Mammatus trên bờ biển Thái Bình Dương San Francisco.
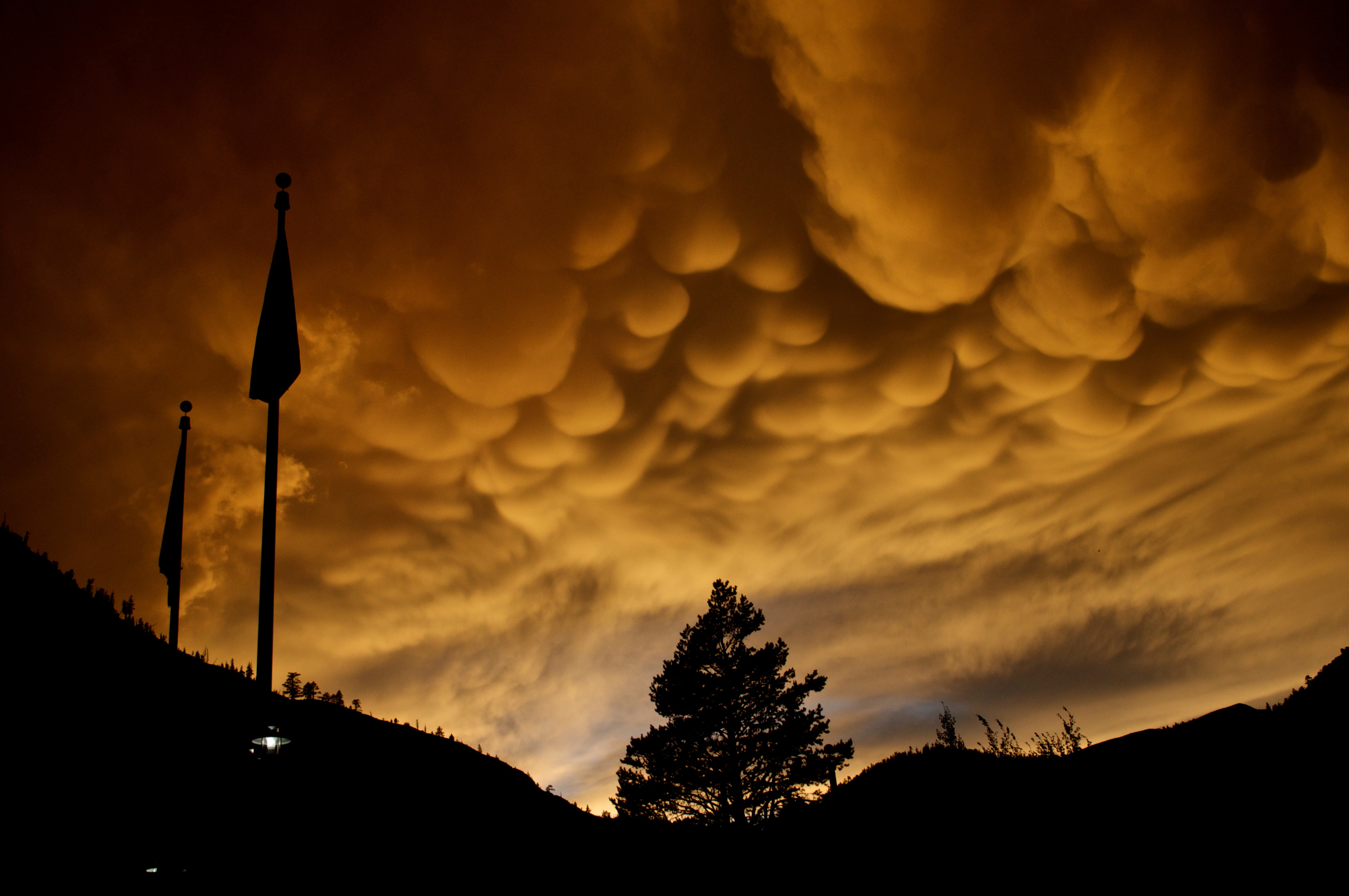
Những đám mây Mammatus ở Resort Trượt tuyết Squaw Valley, Thung lũng Olympic, California.
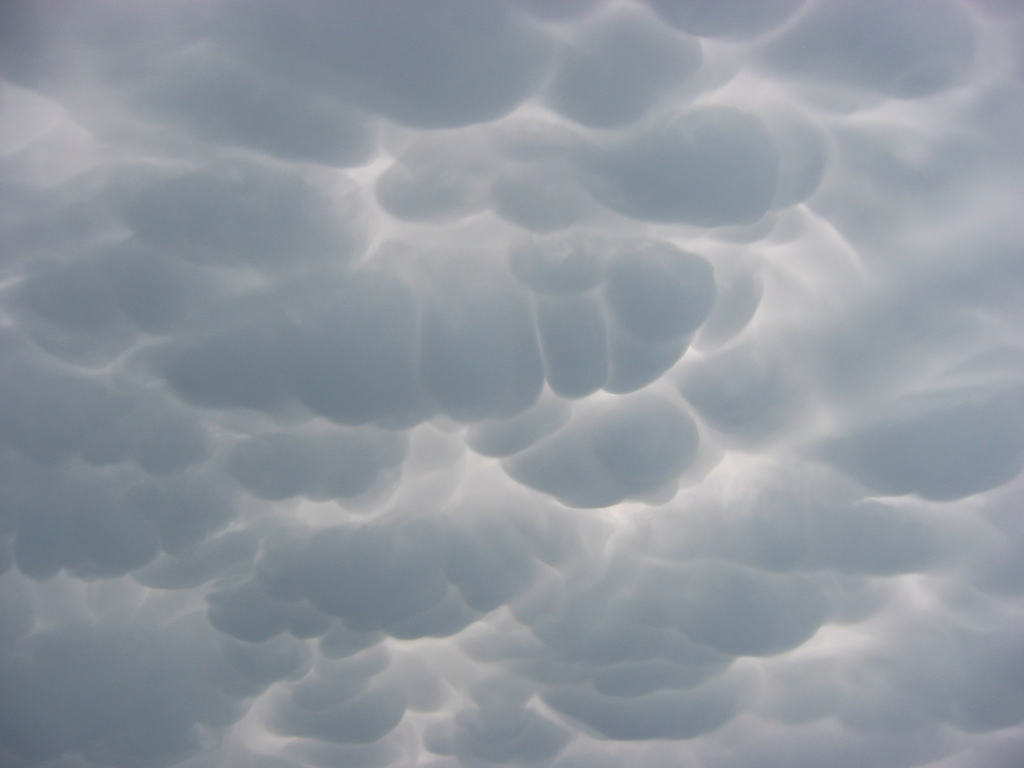
Mây Mammatus ở Milan, Italy, vào tháng 7 năm 2005 vào một ngày rất ẩm ướt, không có gió
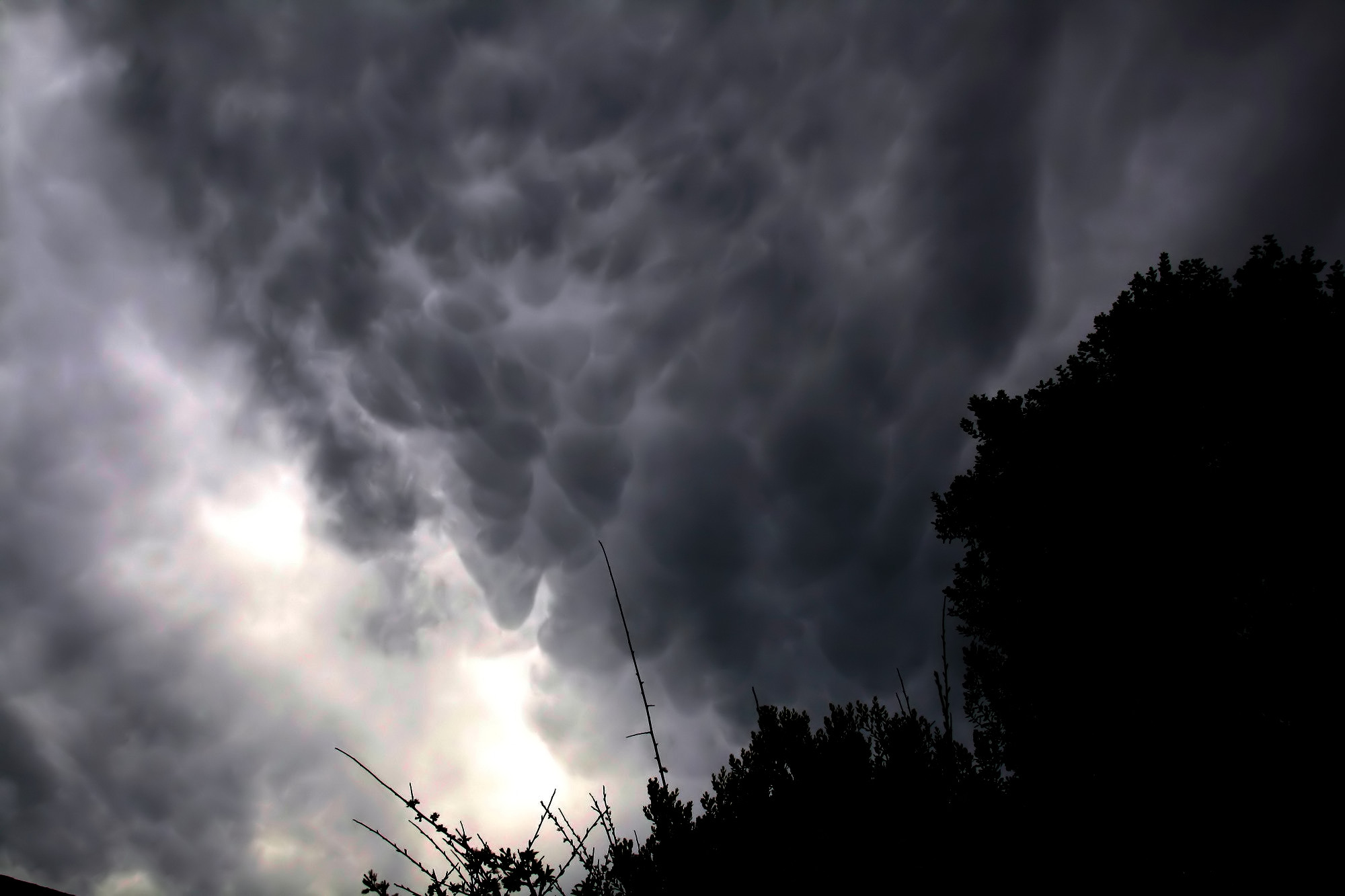
Mây Mammatus được thấy ở thành phố San Francisco, bang California.
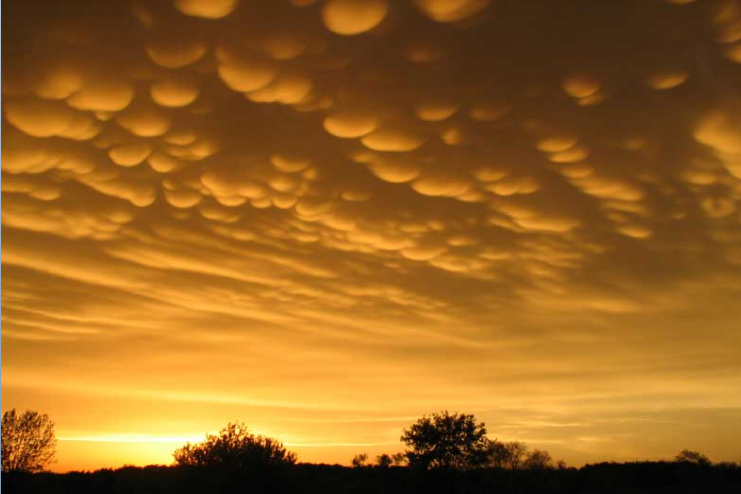
Mây Mammatus hình thành ở Minnesota năm 2005
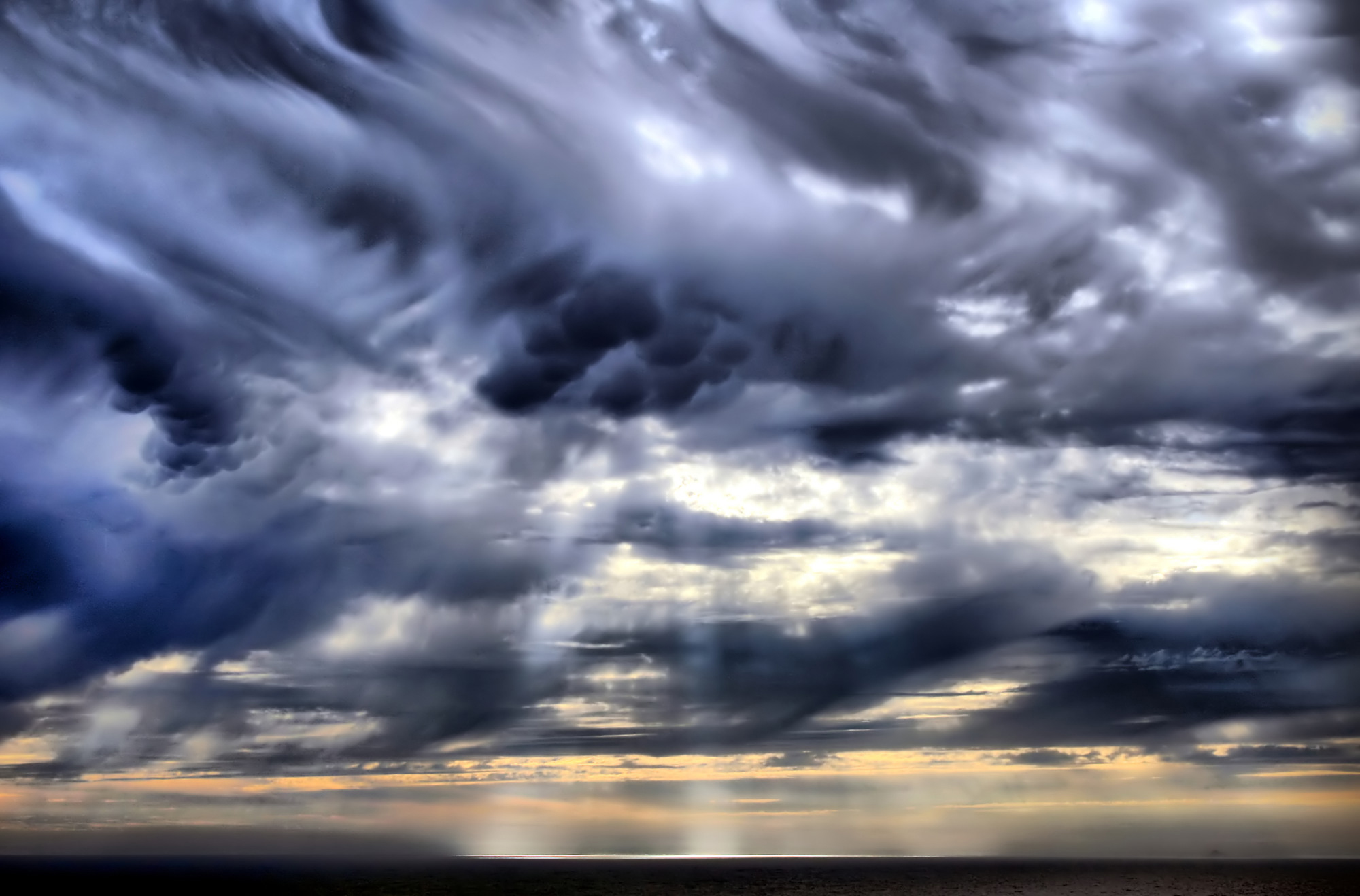
Mây vảy rồng và tia chạng vạng trên vịnh San Francisco.
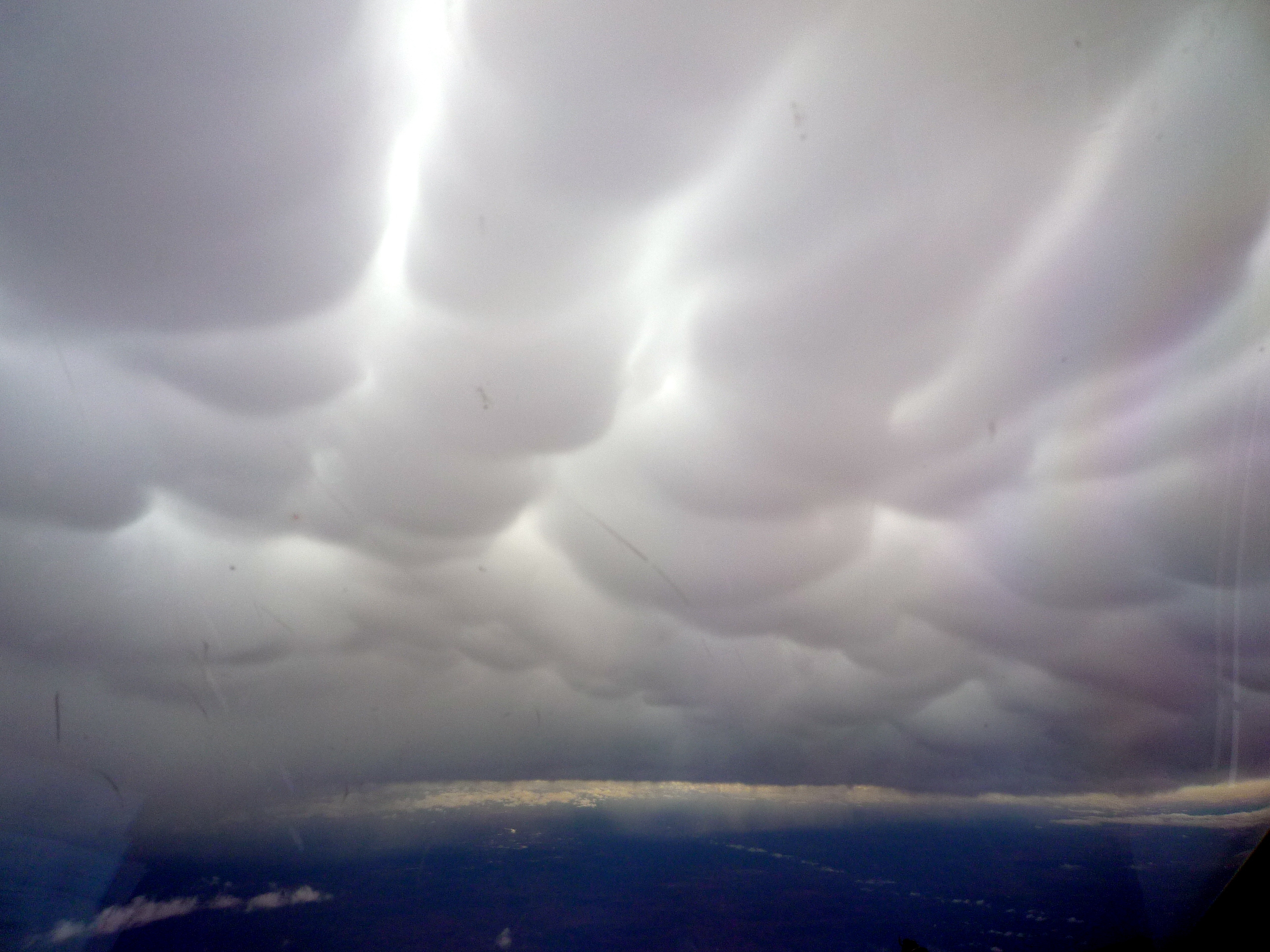
Ảnh trên không của những đám mây mammatus khổng lồ ở trung tâm New South Wales, Úc.
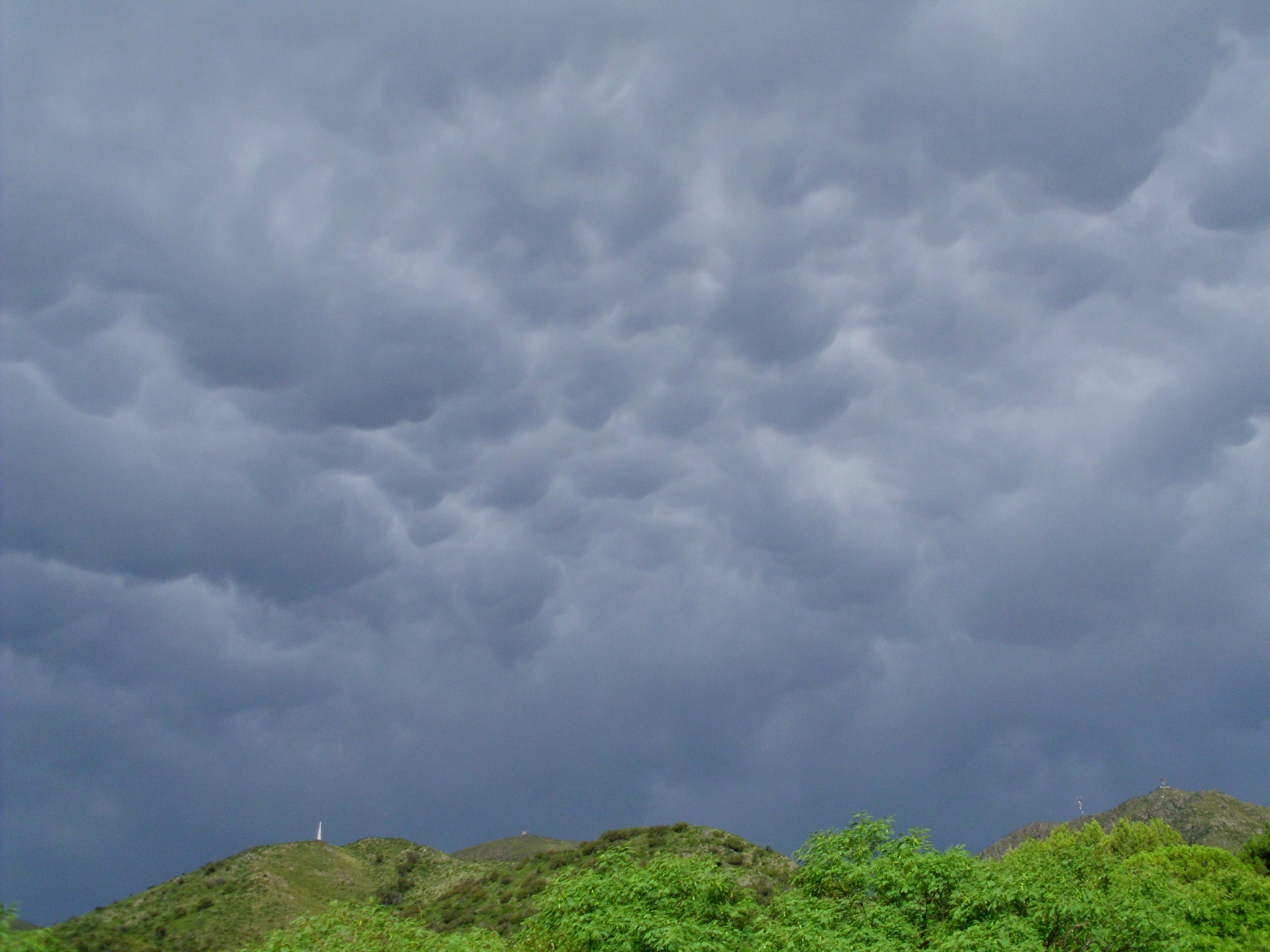
Mây Mammatus trên dãy núi Sierras de Córdoba, Argentina.
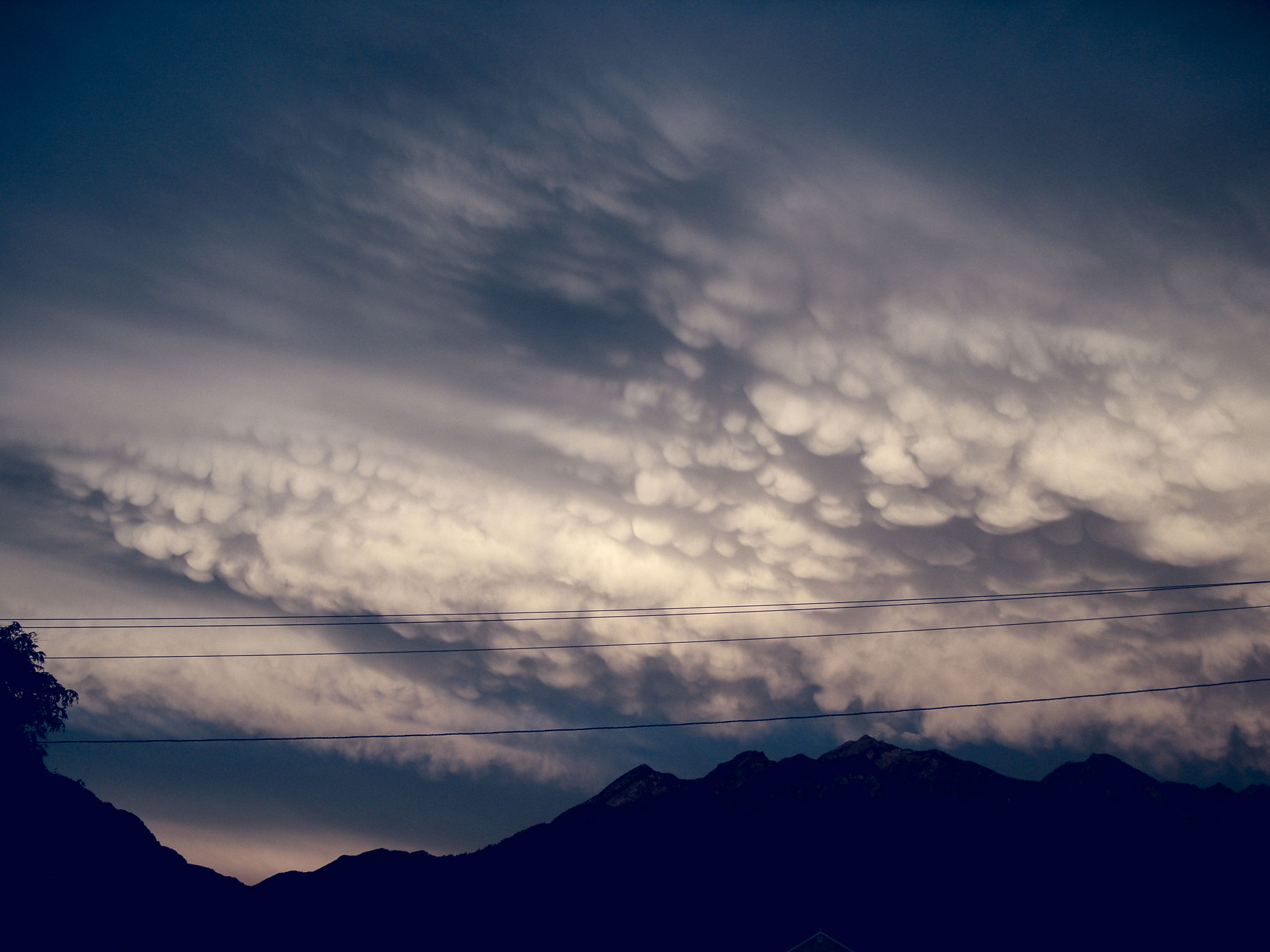
Những đám mây Mammatus bên trên Big Cottonwood Canyon gần Salt Lake City, Utah.
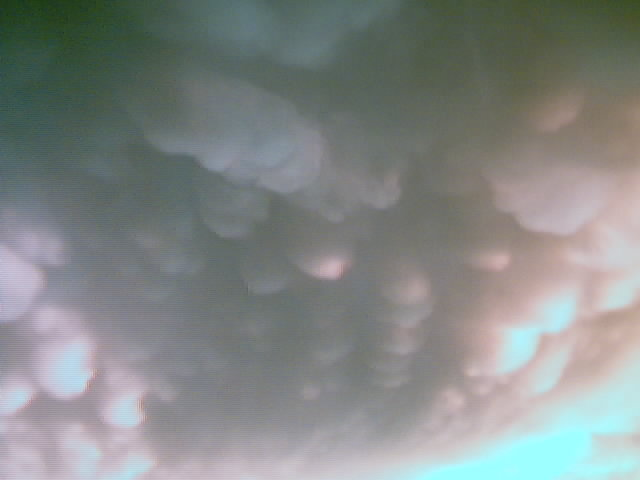
Những đám mây Mammatus trên bầu trời Santa Catarina, Brazil, theo sau cơn bão Catarina.
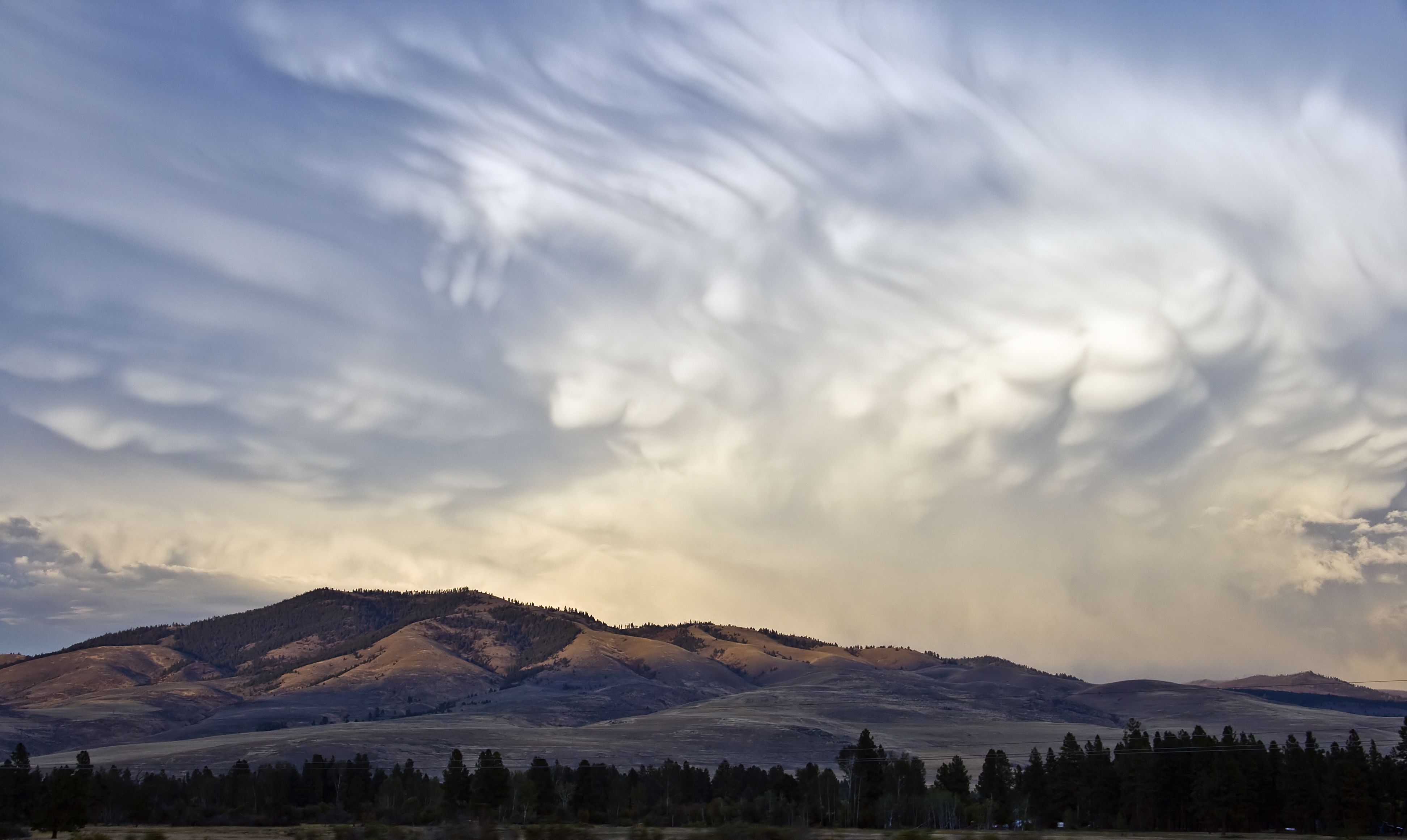
Mây tích Mammatus giữa Hamilton và Missoula, Montana.
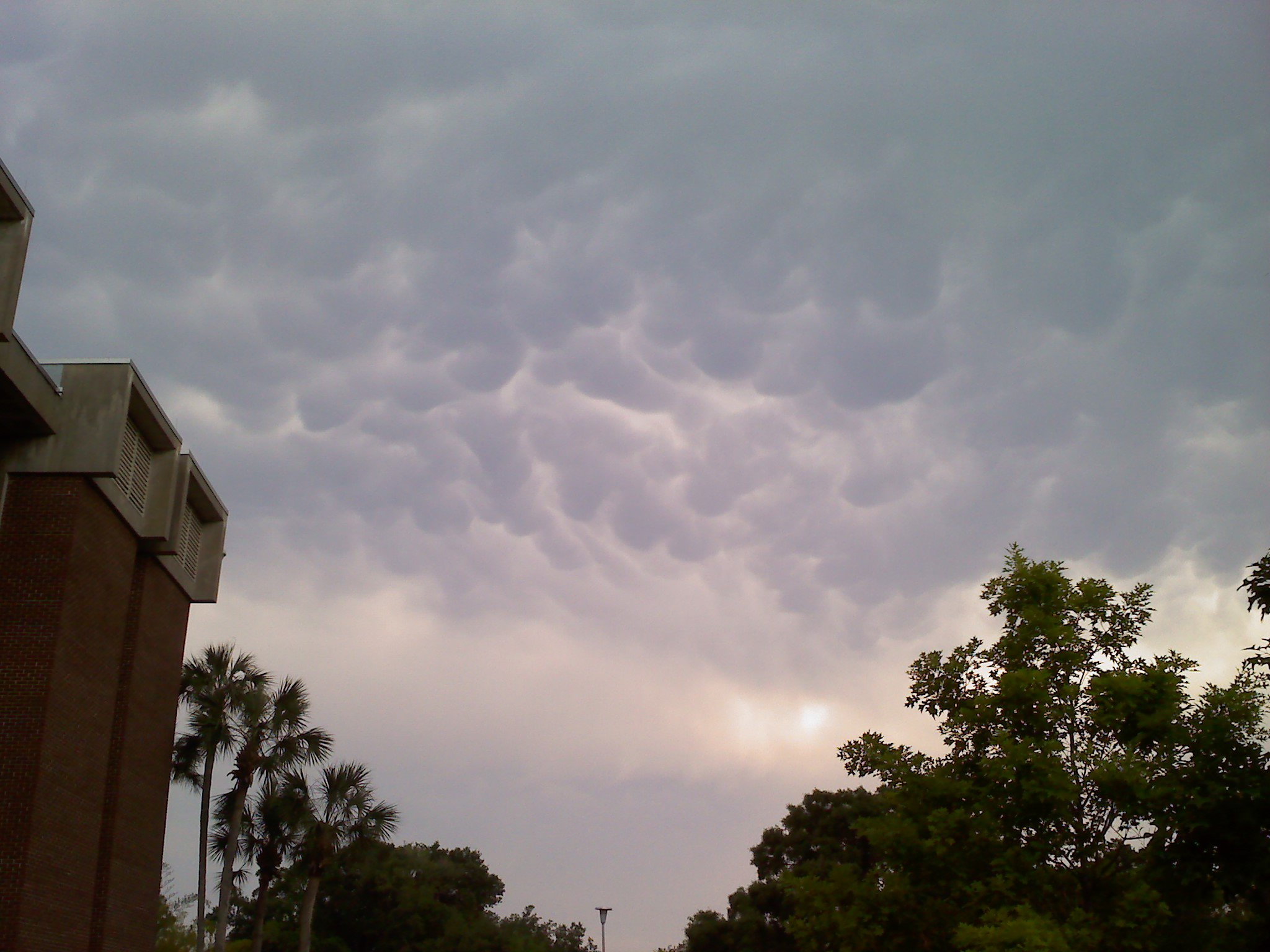
Mây Mammatus xuất hiện trên Đại học Central Florida ở Orlando, bang Florida vào năm 2011.
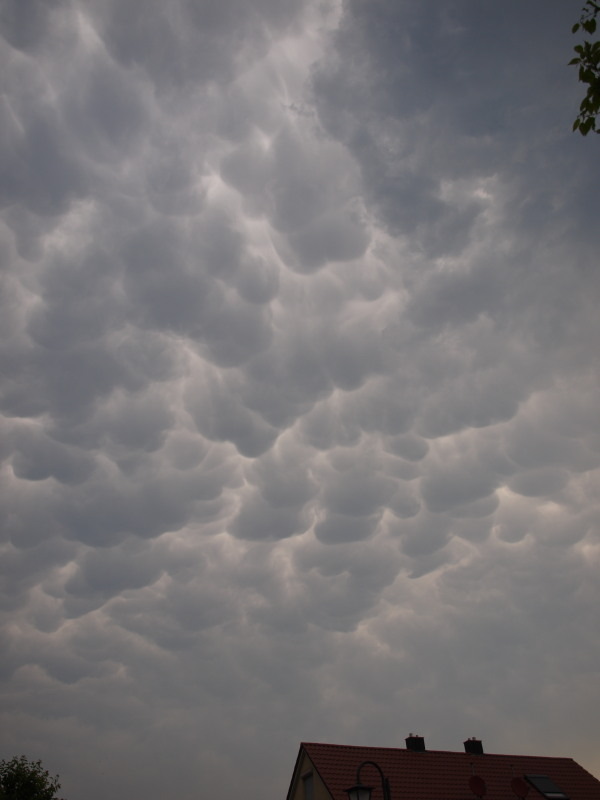
Ngay trước khi có một trận bão lớn ở Altomuenster, Bavaria, Đức.
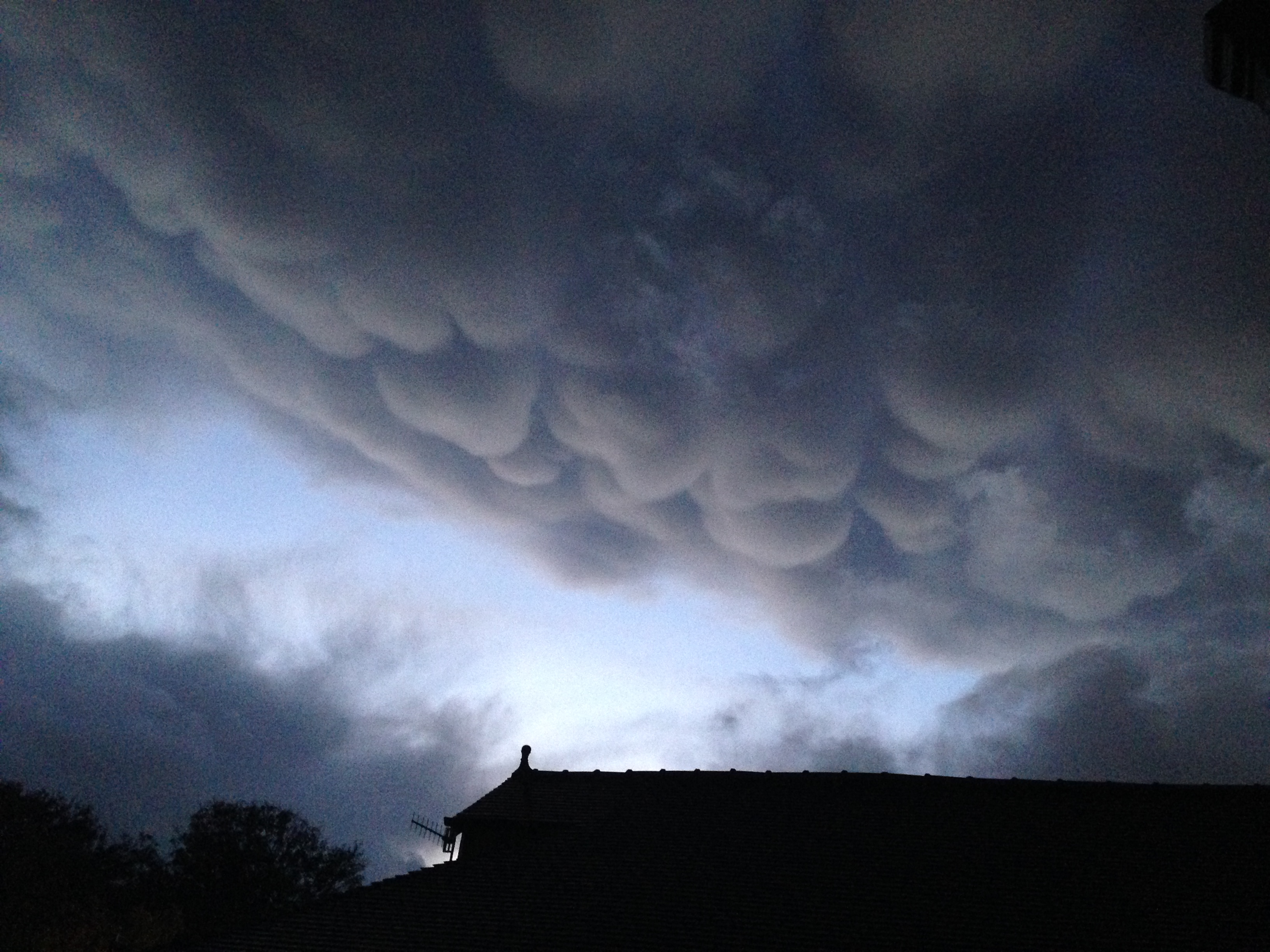
Mây Mammatus trên Bingley, Vương quốc Anh, sau một cơn giông bão vào ngày 2 tháng 11 năm 2013
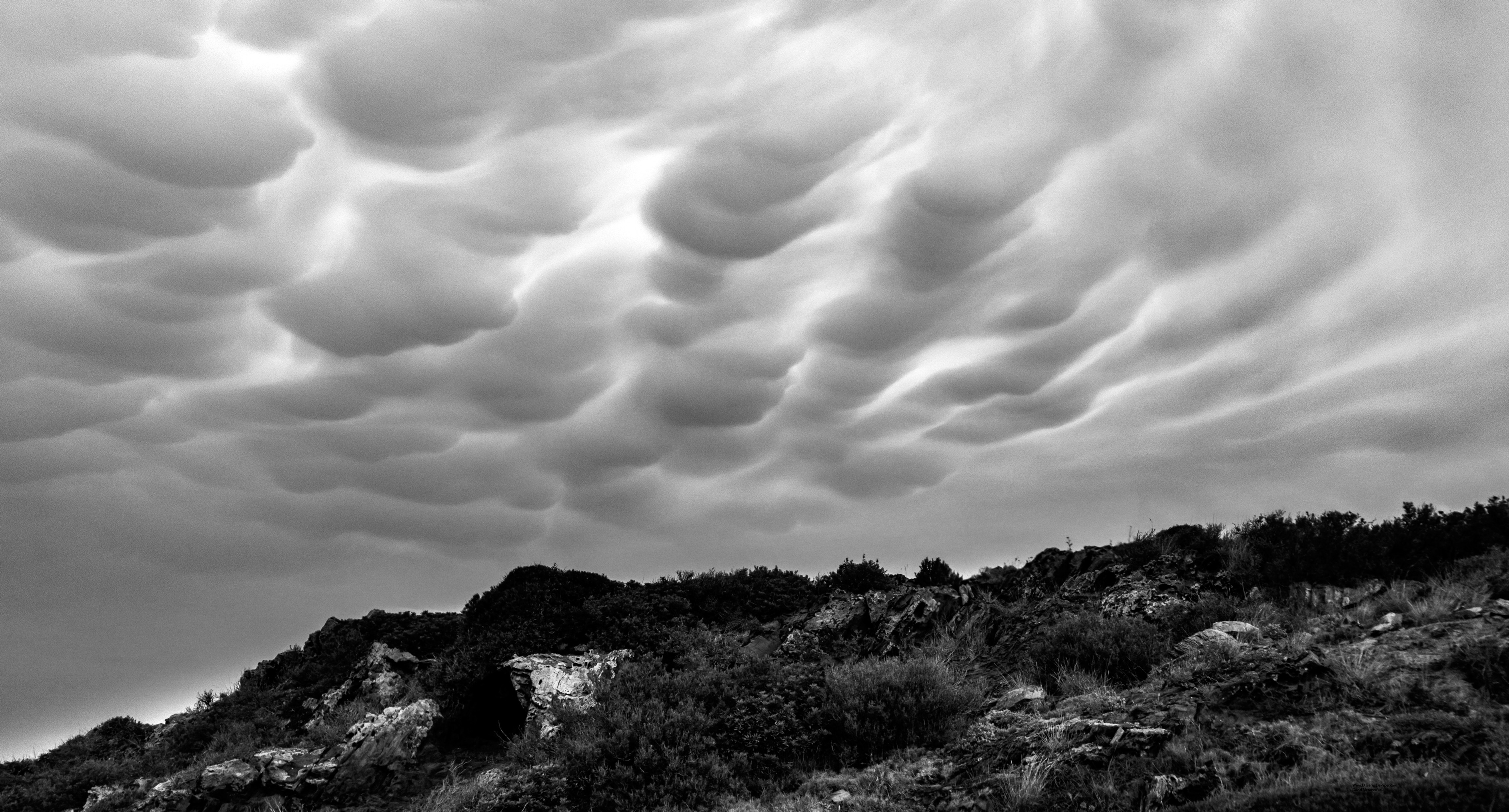
Mây tích vảy rồng ở Cap de Creus, Girona, Tây Ban Nha. Tháng 6 năm 2014
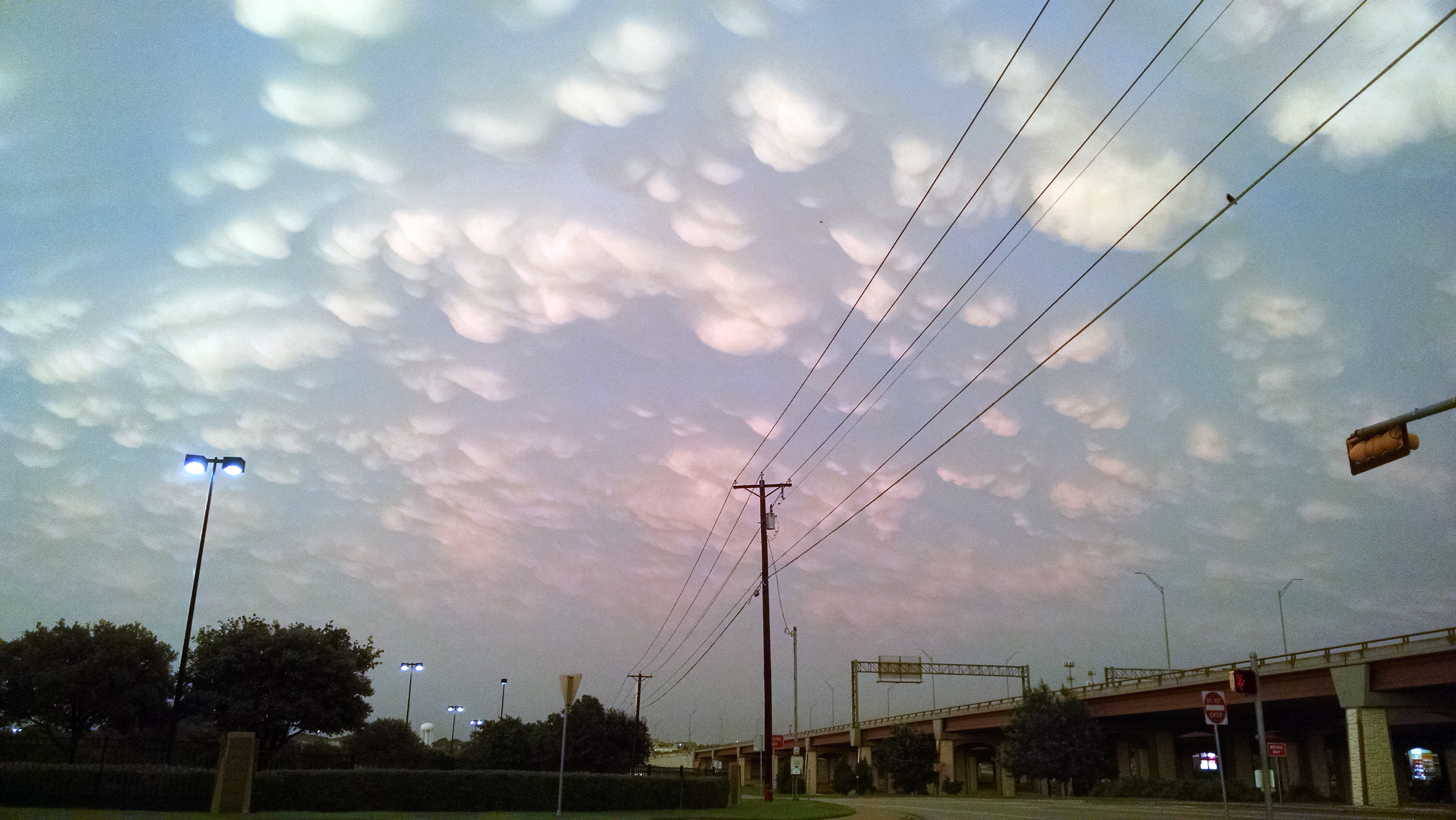
Những đám mây Mammatus ở Austin, Texas, sau những trận lũ khắc nghiệt vào dịp Ngày Tưởng niệm năm 2015
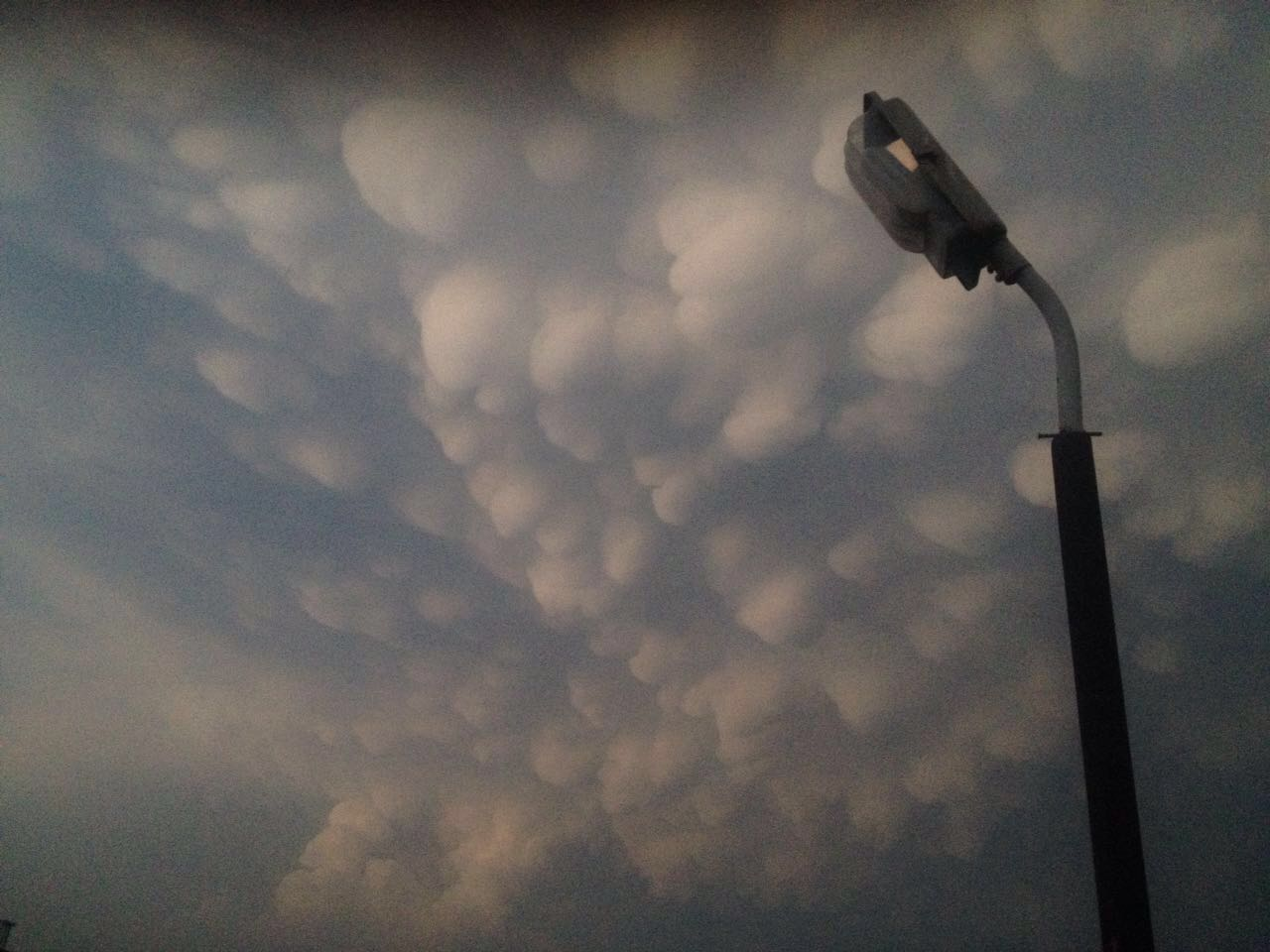
Mây Mammatus trên Hoshiarpur ngày 20 tháng 5 năm 2016, Punjab, Ấn Độ.
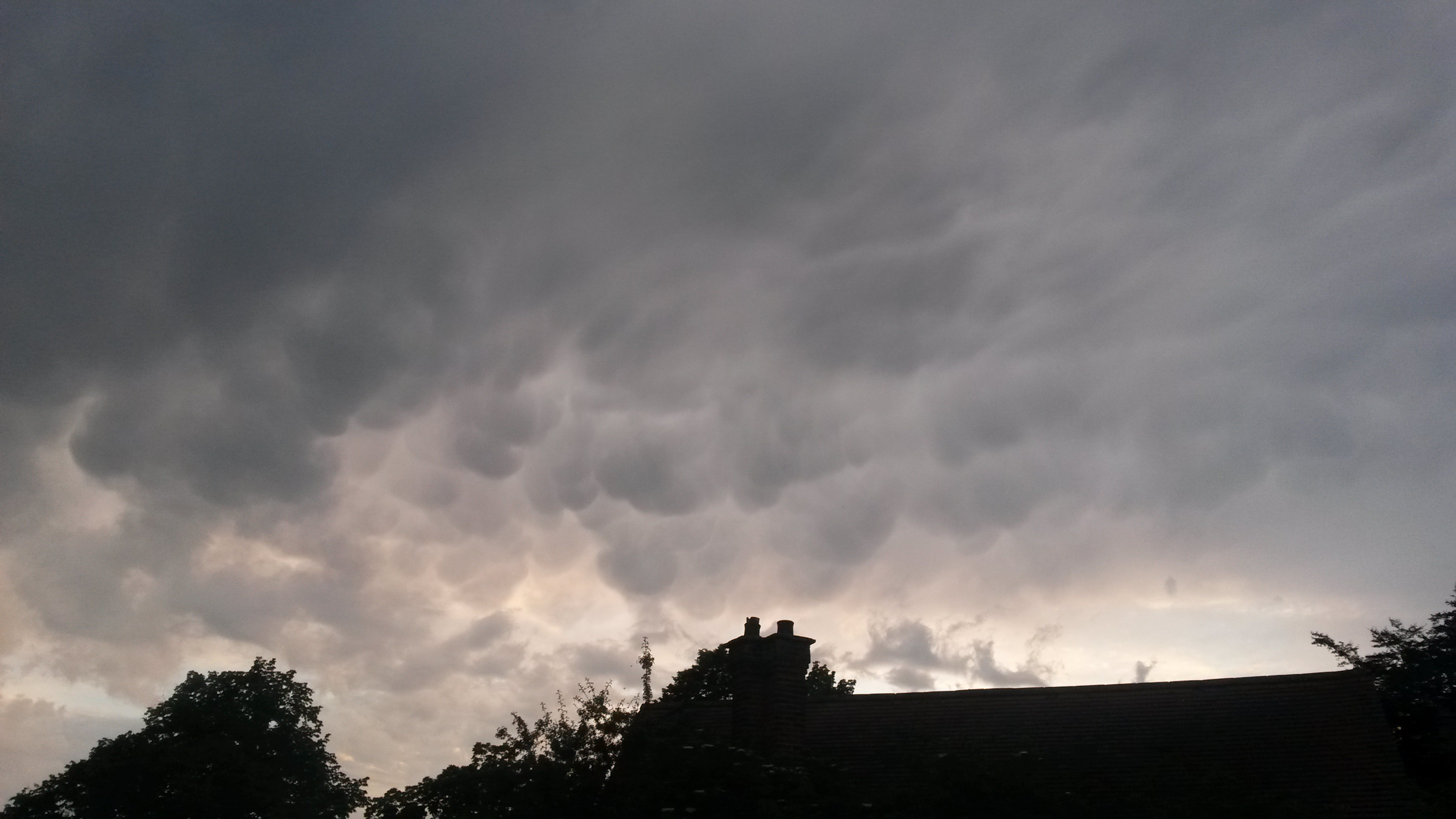
Mây Mammatus quan sát ở Norwich Norfolk, Vương quốc Anh, ngay trước khi Mặt Trời lặn, 2015/05/24.